# Бебетата на Бъзби
Бебетата на Бъзби (на английски: Busby Babes) е наименование на група футболисти, привлечени и тренирани от скаута Джо Армстронг и помощник-треньора Джими Мърфи, които тръгват от младежкия отбор на ФК Манчестър Юнайтед до първия отбор под ръководството на Мат Бъзби от края на 1940-те и през 1950-те години.

## История
Бебетата на Бъзби са забележителни не само, защото са млади и талантливи, а и са развивани от самия футболен клуб, вместо да бъдат закупени от други клубове, което е обичайно тогава. Терминът, създаден от журналиста на Manchester Evening News Том Джаксън през 1951 г., обикновено се отнася до играчите, спечелили шампионската титла в сезоните 1955/56 и 1956/57 със средна възраст 21 и 22 години съответно. in 1951,
Осем от играчите – Роджър Бърн (28), Еди Колман (21), Марк Джоунс (24), Дънкан Едуардс (21), Били Уилън (22), Томи Тейлър (26), Дейвид Пег (25) - умират в или в резултат на самолетната катастрофа в Мюнхен през февруари 1958 г., докато Джаки Бленчфлауър (24) и Джони Бери (31) са засегнати до такава степен, че никога не играят отново. Бери е от старите играчи в отбора по време на катастрофата, след като е привлечен от Бирмингам Сити през 1951 г., когато е на 25 години.
Няколко от играчите в този отбор всъщност са купени от други клубове, въпреки че един от тях, вратарят Рей Ууд, е само на 18 години, когато се присъединява към Юнайтед от Дарлингтън през 1949 г. Наследникът на Ууд в първия отбор Хари Грег, подписва през декември 1957 г. от Донкастър Роувърс като най-скъпият вратар в света тогава за £23 500. Томи Тейлър е един от най-скъпите играчи в английския футбол, за когато Юнайтед плаща £29 999 за него на Барнзли през 1953 г.
Други забележителни „Бебета на Бъзби“ са левият бек Бил Фолкс, крилата Кени Моргънс и Албърт Скенлън, нападателят Денис Вайълет, полузащитника Уилф Макгуинс (който по-късно става треньор на Манчестър Юнайтед) и нападателите Джон Дохърти и Колин Уебстър. Макгуинс и Уебстър не са в самолета, когато се разбива в Мюнхен, а Дохърти току-що е продаден на Лестър Сити.
Последният останал играч от преди Мюнхен, Боби Чарлтън (20). Като играч, той поставя рекорд по голове за Манчестър Юнайтед и Англия, който по-късно е счупен от друг футболист (Уейн Рууни), а неговият рекорд стои за 35 години след последния си мач за Юнайтед. През 2015 г. и рекорда за Англия пада от същия играч (Уейн Рууни), когато вкарва 50-ия си гол в Англия. Бил Фолкс, който се пенсионира през 1970 г., все още е в клуба, когато е спечелена европейската купа през 1968 г.
Хари Грег напуска клуба през сезона 1966/67, като подписва със Стоук Сити, който пет години по-рано привлича и Денис Вайълет от Юнайтед. Кени Моргънс преминава в Суонзи Сити през 1961 г., тъй като рядко играе за Юнайтед след края на сезона 1957/58. Албърт Скенлън е продаден на Нюкасъл Юнайтед през ноември 1960 г. Рей Ууд е продаден на Хъдърсфийлд Таун в рамките на една година от катастрофата в Мюнхен, след като не успява да спечели мястото си в отбора от Хари Грег. Уилф Макгуинс счупва крак в мач на резервите през сезон 1959/60 и никога не се връща в първия отбор, въпреки че остава в клуба като член на треньорския екип и прекарва 18 месеца като треньор на Юнайтед след пенсионирането на сър Мат Бъзби през май 1969 г. Травма също приключва кариерата на Джон Дохърти, който изиграва последният си мач за Лестър Сити по-малко от година, след като Юнайтед го продава в клуба от Източен Мидландс.